# Dasypteroma inclarata
Dasypteroma inclarata är en fjärilsart som beskrevs av Joannis 1912. Dasypteroma inclarata ingår i släktet Dasypteroma och familjen mätare. Inga underarter finns listade i Catalogue of Life.